# Challenger de Lincoln 2024
El torneo Lincoln Challenger 2024 fue un torneo de tenis perteneció al ATP Challenger Tour 2024 en la categoría Challenger 75. Se trató de la 1ª edición; el torneo tuvo lugar en la ciudad de Lincoln (Estados Unidos), desde el 5 hasta el 11 de agosto de 2024 sobre pista dura al aire libre.

## Jugadores participantes del cuadro de individuales
| Preclasificado | País                                  | Jugador             | Rank1 | Posición en el torneo |
| 1              | Bandera de Estados Unidos             | Christopher Eubanks | 110   | Segunda ronda         |
| 2              | Bandera de Mónaco                     | Valentin Vacherot   | 111   | Baja                  |
| 3              | Bandera de Francia                    | Harold Mayot        | 114   | Segunda ronda         |
| 4              | Bandera de Francia                    | Luca Van Assche     | 118   | Segunda ronda         |
| 5              | Bandera de la República Popular China | Bu Yunchaokete      | 136   | Semifinales           |
| 6              | Bandera de Estados Unidos             | Emilio Nava         | 161   | Primera ronda         |
| 7              | Bandera de Kazajistán                 | Denis Yevseyev      | 166   | Primera ronda         |
| 8              | Bandera de Croacia                    | Borna Gojo          | 176   | Primera ronda         |

- 1 Se ha tomado en cuenta el ranking del 29 de julio de 2024.

### Otros participantes
Los siguientes jugadores recibieron una invitación (wild card), por lo tanto ingresan directamente al cuadro principal (WC):
- Joshua Lapadat
- Anton Shepp
- Joan Torres Espinosa

Los siguientes jugadores ingresan al cuadro principal tras disputar el cuadro clasificatorio (Q):
- Stefan Kozlov
- Christian Langmo
- Ryuki Matsuda
- Jack Pinnington Jones
- Colton Smith
- Eliot Spizzirri

## Campeones

### Individual Masculino
- Jacob Fearnley derrotó en la final a  Coleman Wong por 6–4, 6–2

### Dobles Masculino
- Robert Cash /  James Tracy derrotó en la final a  Ariel Behar /  Luke Johnson por 7–6(6), 6–3